# Центр эвтаназии Зонненштайн

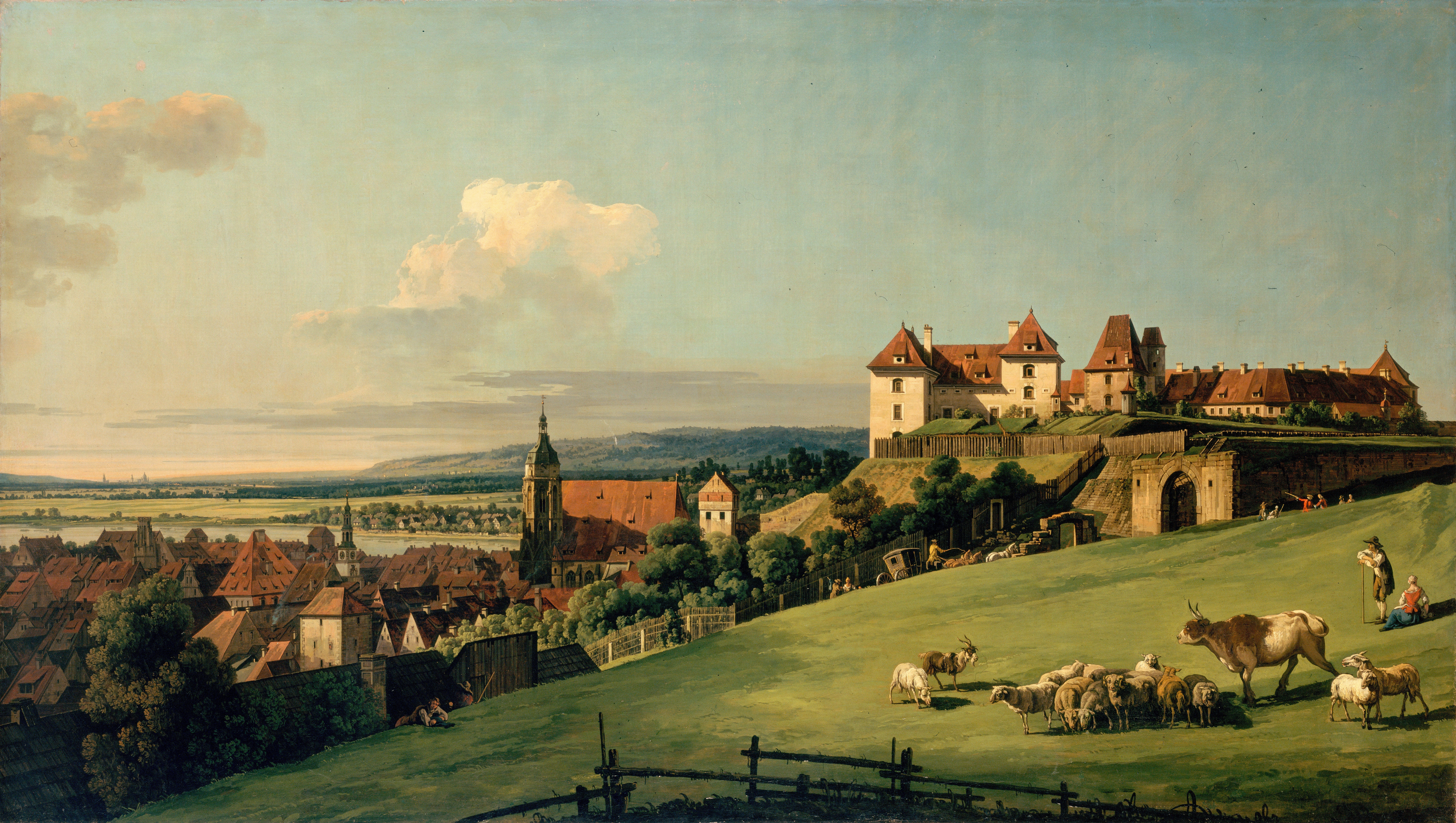
Картина «Вид Пирны от замка Зонненштайн», Бернардо Беллотто, ~1750 год

Центр эвтаназии Зонненштайн (нем. NS-Tötungsanstalt Sonnenstein; в буквальном переводе «Национал-социалистическое учреждение смерти Зонненштайн») представлял собой нацистский центр убийств, расположенный в бывшей крепости замка Зонненштайн возле Пирны в Восточной Германии. Первоначально в замке располагался госпиталь, созданный ещё в 1811 году.
В 1940 и 1941 годах комплекс использовался нацистами для уничтожения около 15 тыс. человек в ходе акции, которую называли «эвтаназией». Подавляющее большинство жертв страдали от психических расстройств и умственной отсталости; среди умерщвлённых были в том числе бывшие узники концентрационных лагерей. Институт создали после начала Второй мировой войны как часть масштабной централизованной и скоординированной секретной программы, называемой «программа „Т-4“», целью которой являлось «уничтожение недостойной жизни» (нем. Vernichtung lebensunwerten Lebens), или убийство тех, кого нацисты называли «мёртвым грузом» (нем. Ballastexistenzen). Сегодня здесь располагается Пирнский мемориал Зонненштайн (нем. Gedenkstätte Pirna Sonnenstein) в память о жертвах этих преступлений.
В нацистский центр эвтаназии в замке Зонненштайн, организационно и технически подготовленный к Холокосту, был подобран специальный персонал. Центр являлся одним из шести подобных комплексов в Саксонии и представлял собой одно из самых страшных — не в последнюю очередь из-за количества жертв — мест нацистских преступлений во всём государстве.
Методы уничтожения заключённых с помощью газа, использованные в замке Зонненштайн, впоследствии были введены в концентрационном лагере Аушвиц для истребления узников-евреев.

## Ранняя история

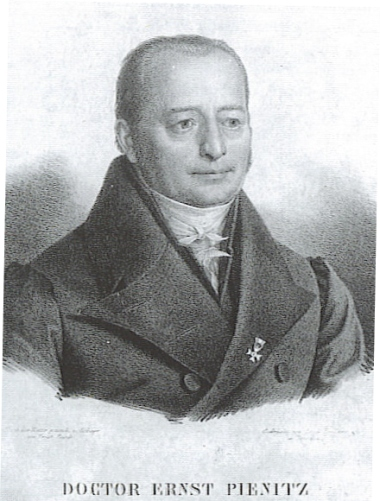
Первый директор учреждения Зонненштайн для психически больных Эрнст Готлоб Пиниц

В 1811 году бывшие замок и крепость преобразовали в учреждение для психически больных пациентов, состояние которых оценивалось как «поддающееся излечению». Институт приобрёл положительную репутацию. Первым директором, а также врачом общей практики являлся Эрнст Готлоб Пиниц (нем. Ernst Gottlob Pienitz). В 1855—1914 годах институт значительно расширился. С 1922 года по 1939 год в Зонненштайн была перенесена национальная школа медсестёр (нем. Pflegerschule).
В 1928 году психиатр Пауль Ниче занимал пост директора психиатрического учреждения Зонненштайн (нем. Heilanstalt Sonnenstein), которое к тому времени выросло для содержания более 700 пациентов. При Пауле Ниче в учреждении началось систематическое исключение из клиники хронических психически больных пациентов. Будучи приверженцем «расовой гигиены» и «эвтаназии», он осуществлял принудительные стерилизации, применял сомнительные принудительные медицинские процедуры и нормирование продуктов питания в отношении пациентов с «наследственными» болезнями. Осенью 1939 года институт закрыли для общественности по указу министра внутренних дел Саксонии. Учреждение переквалифицировали в военный госпиталь и лагерь для переселенцев.

## Систематическое убийство пациентов
Руководство
В рамках того, что позже получит название «программа „Т-4“», в Германском рейхе в 1940—1941 годах были созданы шесть учреждений смерти под руководством отделений нацистской партии. Центральным контрольным органом стал центр управления программой уничтожения, располагавшийся на Тиргартенштрассе, 4 (нем. Tiergartenstraße) в Берлине. Эти учреждения ответственны за уничтожение в газовых камерах 70 тыс. психически больных и умственно отсталых пациентов из психиатрических заведений, домов престарелых, госпиталей и больниц. Одна из таких «клиник уничтожения» находилась в Пирне-Зонненштайне под руководством доктора Хорста Шумана. Его преемниками являлись Курт Борм (нем. Kurt Borm) (кодовое имя «доктор Шторм»), Клаус Эндрувейт (нем. Klaus Endruweit) (кодовое имя «доктор Цирюльник»), Курт Шмаленбах (нем. Curt Schmalenbach) (кодовое имя «доктор Ладонь») и Эвальда Вортман (нем. Ewald Wortmann) (кодовое имя «доктор Мир»).
Весной 1940 года Берлинский департамент эвтаназии учредил центр убийств в закрытой для посторонних глаз части института. В подвальном помещении здания больницы — доме С16 — установили газовую камеру с крематорием. Комплекс из четырёх зданий был окружён забором со стороны реки Эльбе и автостоянки (в значительной степени сохранился и до наших дней). На остальных сторонах был установлен высокий дощатый забор, чтобы скрыть то, что происходило внутри.
В конце июня 1940 года институт смерти начал свою работу. В 1940—1941 годах в учреждении работали более сотни человек: врачей, медсестёр, водителей, сиделок, офисных работников, полицейских. Пациентов из психиатрических учреждений и домов престарелых привозили в Зонненштайн на автобусах несколько раз в неделю. Пройдя через главные ворота, охраняемые отрядом полиции, жертвы прибывали на первый этаж блока С16, где в приёмной комнате сиделки разделяли мужчин и женщин на разные группы. В следующей комнате пациенты проходили осмотр, как правило, у двух врачей института, которые фальсифицировали причину смерти для будущего свидетельства о смерти.
После «осмотра» жертвы должны были раздеться в следующей комнате под наблюдением медсестёр и сиделок. Далее группами в 20—30 человек их доставляли в подвал якобы принять душ. Там их заводили в газовую камеру, отделанную под душевую комнату с несколькими душевыми насадками на потолке, после чего персонал института закрывал стальную дверь газовой камеры. После всех описанных действий врач спускался в подвал, открывал кран на баллоне с монооксидом углерода и наблюдал за процессом смерти, который, в зависимости от телосложения и выносливости жертв, занимал от 20 до 30 минут.
Спустя ещё примерно 20 минут газ выводили из камеры, а все трупы, собранные в газовой камере «кочегарами», сжигали в двух коксовальных печах, поставленных фирмой Kori из Берлина. Перед кремацией некоторым пациентам производили вскрытие и удаляли все золотые зубы. Прах жертв выбрасывали на свалку института или просто закапывали ночью на берегу реки Эльбе позади здания.
Регистрационный офис Зонненштайна (нем. Standesamt Sonnenstein) отправлял семьям погибших свидетельство о смерти с фальсифицированными причинами смерти и стандартные письма с соболезнованиями. В Зонненштайне подвергались умерщвлению мужчины и женщины всех возрастов и даже дети, включая пациентов из Катаринхофа (нем. Katharinenhof) в Гросхеннерсдорфе и Хемниц-Альтендорфского (нем. Chemnitz-Altendorf) государственного института. Пациенты, убитые в Зонненштайне, прибывали со всей Саксонии, Тюрингии, Силезии, Восточной Пруссии и части Баварии. До 24 августа 1941 года, когда Адольф Гитлер, вероятно по внутренним политическим причинам, издал приказ о «прекращении эвтаназии», в рамках программы умерщвления «Т-4» в Пирне-Зонненштайне были умерщвлены в газовых камерах в общей сложности 13 720 психически больных и умственно отсталых людей.

## Предвестник окончательного решения еврейского вопроса
Кроме того, летом 1941 года в Пирне-Зонненштайне в рамках «Акции 14f13» были убиты более тысячи заключённых из концентрационных лагерей. В то время концлагеря не оборудовались собственными газовыми камерами. Количество заключённых, перевезённых из концентрационных лагерей в Зонненштайн, до сих пор не известно. В записях упоминаются перевозки из концлагерей Заксенхаузен, Бухенвальд и Освенцим. Массовое уничтожение в газовых камерах почти 600 заключённых из концентрационного лагеря Освенцим в конце июля 1941 года ознаменовало новый масштаб военных преступлений.
В первой половине 1942 года появились лагеря смерти для польских и европейских евреев. Больше всего лагерей смерти располагалось на территории Восточной Польши в рамках «операции Рейнхард» (нем. Reinhard), которая могла опираться на опыт, полученный в процессе программы умерщвления «Т-4». Около трети сотрудников учреждения смерти Зонненштайн нанимались в 1942 и 1943 годах в лагеря уничтожения Белжец, Собибор и Треблинка.

## Устранение следов

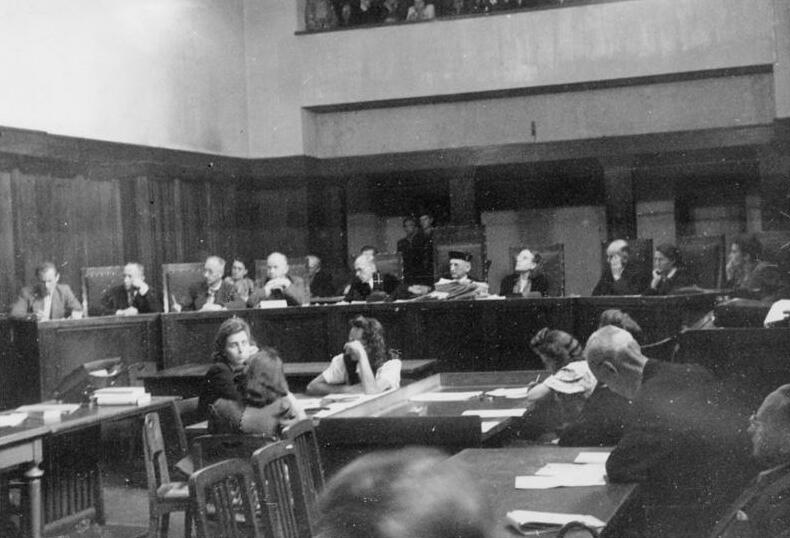
Зал присяжных в ходе Дрезденского процесса над врачами. Судебный процесс над врачами за преступления, совершённые в Зонненштайне, проходил в 1947 году

Летом 1942 года центр эвтаназии в замке Зонненштайн был ликвидирован. Газовую камеру и крематории демонтировали. После тщательного устранения следов преступлений комплекс использовался с конца 1942 года как военный госпиталь вермахта. Во время так называемого «Дрезденского процесса над врачами» летом 1947 года были признаны виновными некоторые из участников убийств в Зонненштайне. Дрезденские присяжные приговорили к смертной казни Пауля Ниче, который с весны 1940 года являлся одним из директоров по медицине, ответственных за уничтожение пациентов Германского рейха. Такой же приговор присяжные вынесли в отношении двух медсестёр.
После суда над врачами о совершённых ими преступлениях говорить в Пирне было не принято. Во времена Германской Демократической Республики история совершённых в Зонненштайне преступлений замалчивалась и скрывалась на протяжении четырёх десятилетий. На месте Зонненштайна построили крупный завод в целях сокрытия следов преступлений от глаз общественности: компания использовала здания центра смерти.

## Количество жертв

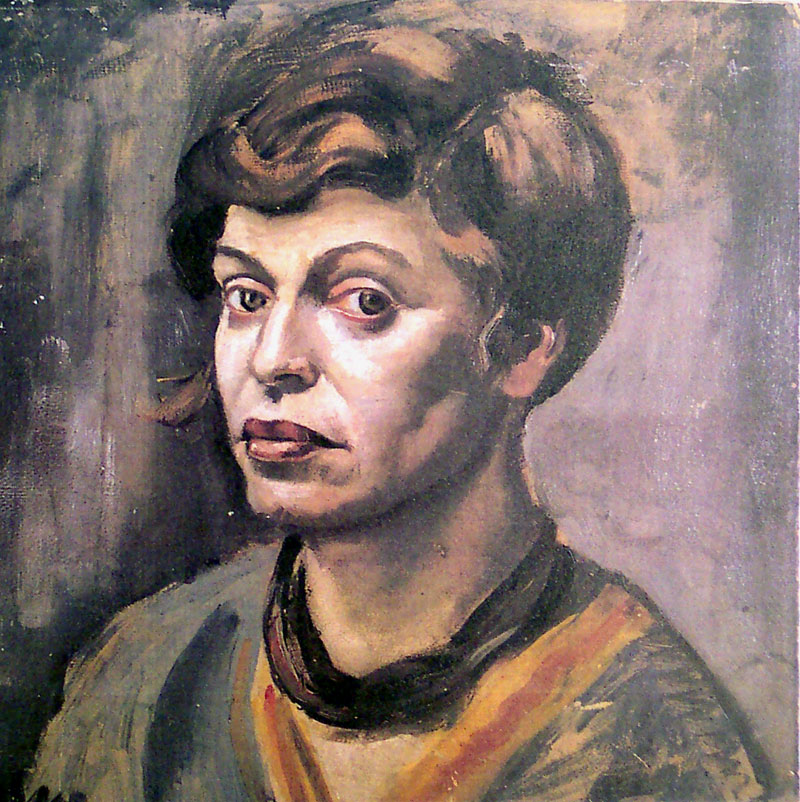
Автопортрет Эльфриды Лозе-Вехтлер, одной из жертв Зонненштайна

Согласно сохранившейся внутренней статистике программы умерщвления «Т-4», в центре эвтаназии в замке Зонненштайн в течение 15 месяцев между 1 июня 1940 года и 1 сентября 1941 года было убито в газовых камерах 13 720 человек:
| 1940 год | 1940 год | 1940 год | 1940 год | 1940 год | 1940 год | 1940 год | 1941 год | 1941 год | 1941 год | 1941 год | 1941 год | 1941 год | 1941 год | 1941 год | Всего  |
| Июнь     | Июль     | Август   | Сентябрь | Октябрь  | Ноябрь   | Декабрь  | Январь   | Февраль  | Март     | Апрель   | Май      | Июнь     | Июль     | Август   | Всего  |
| 10       | 1 116    | 1 221    | 1 150    | 801      | 947      | 698      | 365      | 608      | 760      | 273      | 1 330    | 1 297    | 2 537    | 607      | 13 720 |

Эти данные отражают только первую фазу программы умерщвления «Т-4», которая была прекращена приказом Адольфа Гитлера 24 августа 1941 года. После временной приостановки программы умерщвления «Т-4» ещё 1 031 узник из концентрационных лагерей Бухенвальд, Заксенхаузен и Освенцим был убит в Зонненштайне в рамках акции под кодовым названием «Специальная обработка 14f13». Одной из самых известных жертв центра являлась дрезденская художница Эльфрида Лозе-Вехтлер (нем. Elfriede Lohse-Wächtler). В рамках программы «Специальная обработка 14f13» в Зонненштайне был убит также, например, церковный поверенный Мартин Гаугер (нем. Martin Gauger), прибывший из концлагеря Бухенвальд.

## Создание мемориального центра
После закрытия центра смерти в 1941 году на месте центра открылись школа имени Адольфа Гитлера (нем. Adolf-Hitler-Schule Gau Sachsen), школа администрации Рейха и военный госпиталь вермахта, просуществовавшие там до 1945 года. После окончания Второй мировой войны на территории центра эвтаназии располагались лагерь для беженцев, карантинный лагерь для освобождённых членов вермахта, часть офиса ландрата (начальник окружного управления в ФРГ) и школа полиции. Они находились там до 1949 года, за исключением полицейской школы, которая просуществовала до 1954 года.
В 1954—1991 годах территория использовалась производителем непрерывно-потоковых машин для строительства авиационных турбин. В 1977 году в районе замка открылся Пирнский районный реабилитационный центр. В 1991 году реабилитационный центр превратился в мастерскую для людей с ограниченными возможностями под эгидой рабочей благотворительности (нем. Arbeiterwohlfahrt).
Осенью 1989 года общественное сознание стало постепенно проникаться исторической значимостью событий, произошедших в замке. 1 сентября 1989 года (на пятидесятую годовщину с начала нацистской программы уничтожения) по инициативе нескольких горожан, заинтересованных в освещении этих событий, историк Гёц Али провёл небольшую выставку, посвящённую программе умерщвления «Т-4». Выставка вызвала большой общественный интерес. В результате граждане проявили инициативу создания мемориала жертвам нацистских преступлений в Зонненштайне. В июне 1991 года создан попечительный совет мемориального центра Зонненштайн (нем. Kuratorium Gedenkstätte Sonnenstein).
Основываясь на архивных и археологических исследованиях, проведённых в 1992—1994 годах, в 1995 году реконструировали подвальные помещения, использовавшиеся для уничтожения в блоке дома С16; теперь эти помещения служат в качестве мемориального центра. Выставка расположена на чердаке этого же здания. От имени Саксонского мемориального фонда организована постоянная выставка в память о жертвах политической тирании. Выставка открылась для публичного посещения 9 июня 2000 года.

## Мемориальный центр сегодня

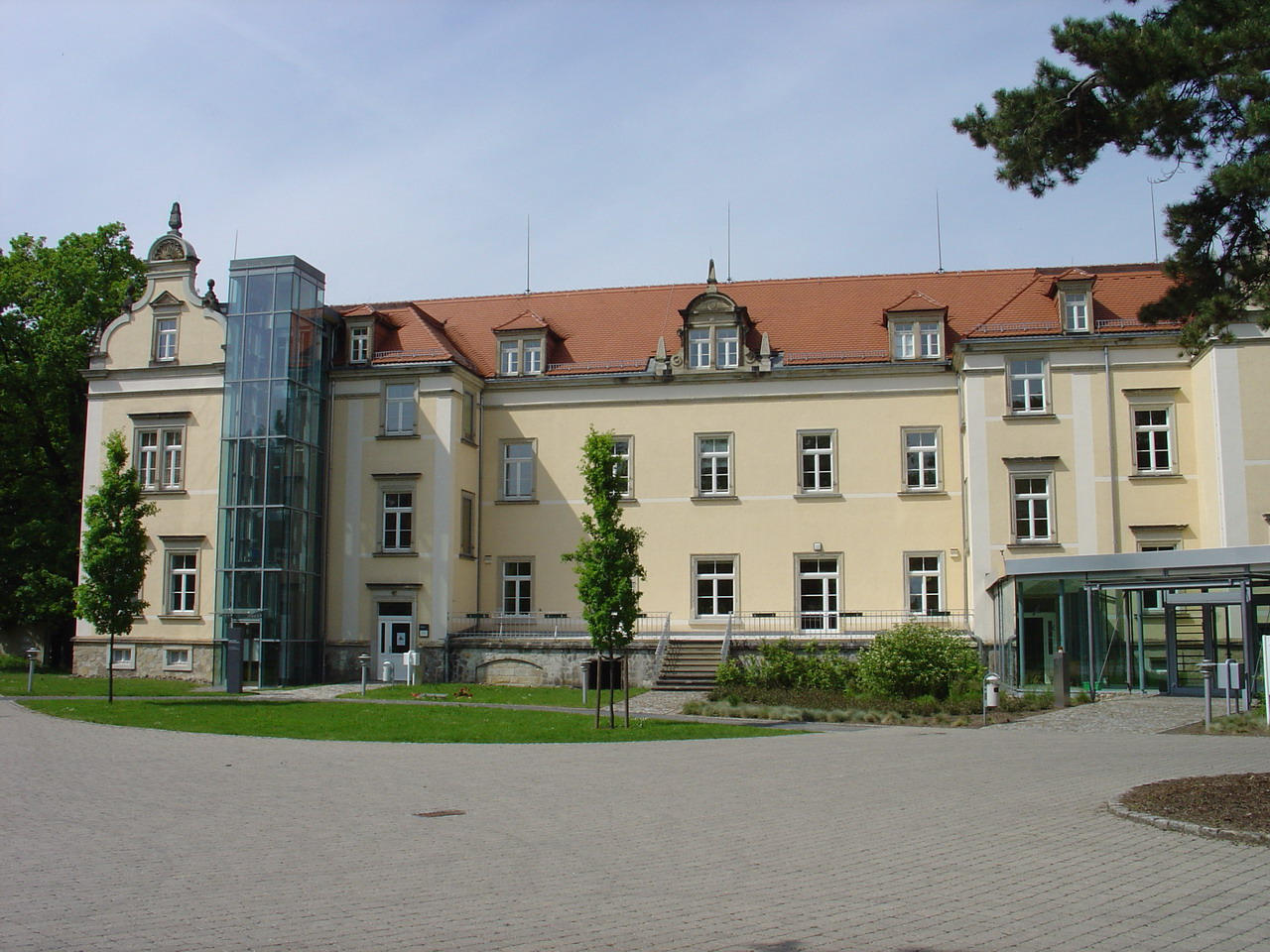
Мемориал в Доме 16 замка Зонненштайн

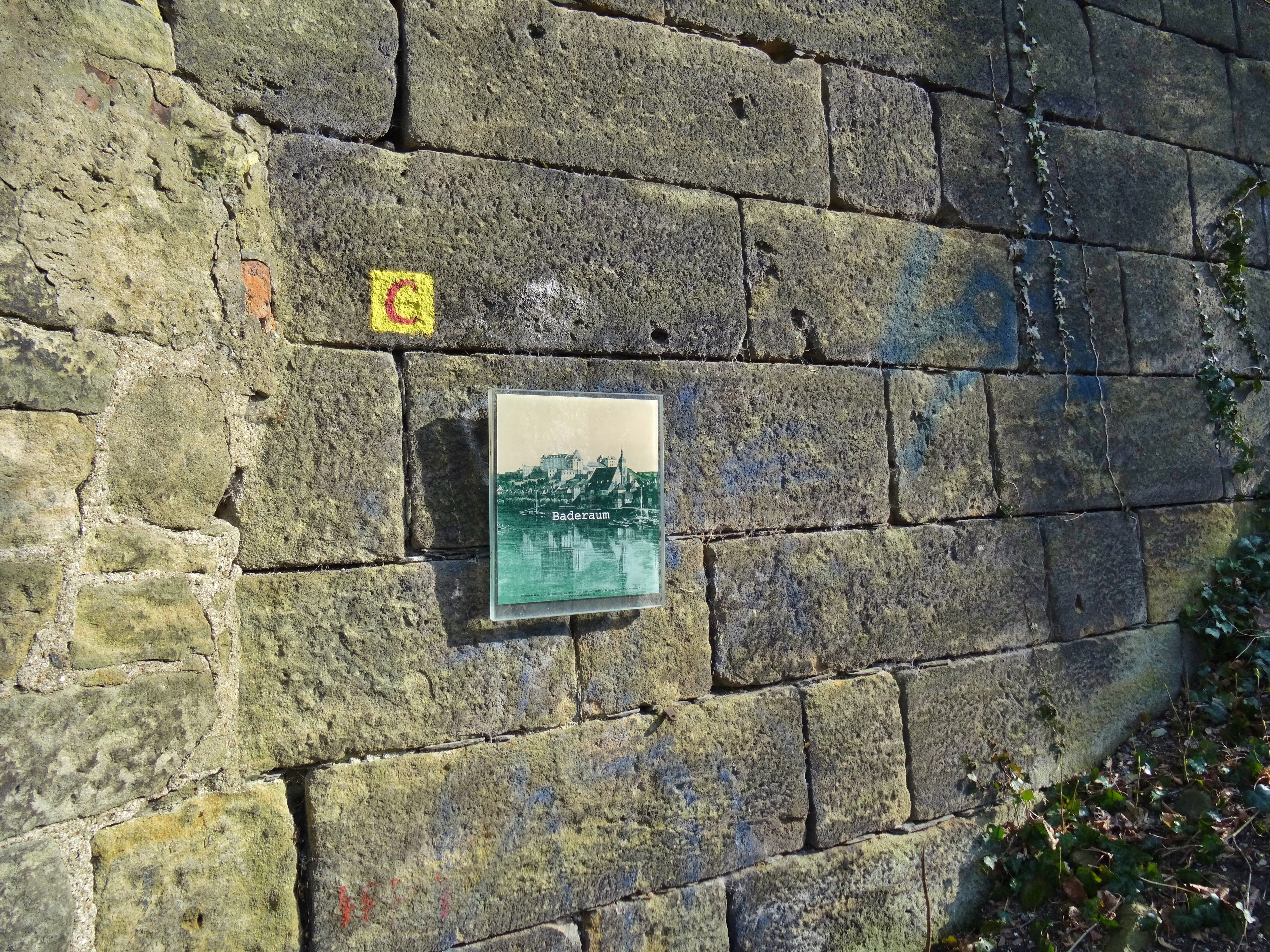
Мемориальная доска

В настоящее время мемориальный центр Зонненштайн является частью мемориального комплекса, известного как Vergangenheit ist Gegenwart («Прошлое — настоящее»), созданного берлинской художницей Хайке Понвиц (нем. Heike Ponwitz). Все мемориальные доски выполнены в стиле крепости Зонненштайн, основанной на картине, изображающей курфюршество Саксония, кисти придворного художника Бернардо Беллотто (итал. Bernardo Francesco Paolo Ernesto Bellotto) (1721—1780). Мемориальные доски отражают разные аспекты нацистских военных преступлений, таких как коллективная транспортировка, письмо с соболезнованиями, специальная обработка или душевая комната. Проект появился по результатам конкурса на возведение мемориала 15 тысячам жертв Зонненштайна.